# 3-Punkt-Spiel
Das 3-Punkt-Spiel (engl. Three-point-play) ist eine Spielsituation im Basketball.
Wenn ein Spieler während einer Wurfaktion (normaler Sprungwurf, Korbleger, Dunk etc.) gefoult wird, dabei aber dennoch trifft, bekommt er die Punkte für diesen Wurf. Zusätzlich hat er die Chance einen Bonus-Freiwurf zu verwandeln. Trifft der Spieler den Freiwurf kann er ein 3-Punkt-Spiel vollbringen.
Bevor die Dreipunktelinie in den 1960er Jahren im Basketball eingeführt wurde, war dies die einzige Möglichkeit, um drei Punkte in einem Spielzug zu erzielen. Das 3-Punkt-Spiel ist daher auch vom Dreipunkte-Wurf abzugrenzen, bei dem ein Spieler hinter der Dreipunktelinie einen Korberfolg erzielt (sog. Dreier).
Im Englischen wird bei einem zugesprochenen Freiwurf im Anschluss an einen verwandelten Treffer auch von einem And one gesprochen.